# Alexandra Jurjewna Gorjatschkina
Alexandra Jurjewna Gorjatschkina (russisch Александра Юрьевна Горячкина, englische Schreibweise, die von der FIDE verwendet wird: Aleksandra Goryachkina; * 28. September 1998 in Orsk, Oblast Orenburg) ist eine russische Schachspielerin. Im Januar 2020 wurde sie Vizeweltmeisterin. Seit Januar 2023 tritt sie unter Flagge der FIDE an.

## Leben
Alexandra Gorjatschkina zeichnete sich schon als Mädchen und Jugendspielerin als hervorragende Schachspielerin aus. 2013 und 2014 war sie Juniorenweltmeisterin (Junioren Mädchen U20). Zuvor war sie 2010 in der Altersklasse U12 weiblich, 2011 in der Altersklasse U14 weiblich und 2012 in der Altersklasse U18 weiblich Jugend-Europameisterin.
2012 wurde Gorjatschkina Jugendweltmeisterin in der Altersklasse U18 weiblich. 2011 (Altersklasse U14 weiblich) und 2008 (Altersklasse U10 weiblich) war sie ebenfalls Jugendweltmeisterin. 2009 wurde sie in der Altersklasse U12 weiblich Dritte bei den Jugendweltmeisterschaften.
Gorjatschkina gewann 2015 und 2017 die Russische Landesmeisterschaft der Frauen.
2012 wurde sie Großmeister der Frauen und 2018 Großmeister.
Mit Russland nahm Gorjatschkina an den jeweiligen Frauenwettbewerben der Schacholympiaden 2016, und 2018 der Mannschaftsweltmeisterschaften 2015, 2017 und 2019 und der Mannschaftseuropameisterschaften 2013, 2015 und 2017 teil. Mit der Mannschaft gewann sie die Mannschafts-WM 2017 sowie die Mannschafts-EM 2015 und 2017 und erreichte bei den Mannschaftsweltmeisterschaften 2015 und 2019 sowie bei der Mannschaftseuropameisterschaft 2013 jeweils den zweiten Platz. In der Einzelwertung gelang Gorjatschkina bei der Mannschafts-EM 2015 und bei der Mannschafts-WM 2019 jeweils das beste Einzelergebnis am vierten Brett; bei der Mannschafts-WM 2015 erreichte sie das zweitbeste Ergebnis am vierten Brett, bei der Olympiade 2018 das drittbeste Ergebnis am zweiten Brett.
2015 und 2017 nahm sie an der Schachweltmeisterschaft der Frauen teil.
Durch den Sieg beim Kandidatenturnier der Frauen im Juni 2019 qualifizierte sie sich als Herausforderin der Weltmeisterin Ju Wenjun. In diesem Wettkampf musste sie sich am 24. Januar 2020 im Tie-Break (vier Schnellschach-Partien) mit 1½:2½ geschlagen geben.
2023 gewann sie den Schach-Weltpokal der Frauen in Baku.

## Partiebeispiel
|   | a | b | c | d | e | f | g | h |   |
| 8 |   |   |   |   |   |   |   |   | 8 |
| 7 |   |   |   |   |   |   |   |   | 7 |
| 6 |   |   |   |   |   |   |   |   | 6 |
| 5 |   |   |   |   |   |   |   |   | 5 |
| 4 |   |   |   |   |   |   |   |   | 4 |
| 3 |   |   |   |   |   |   |   |   | 3 |
| 2 |   |   |   |   |   |   |   |   | 2 |
| 1 |   |   |   |   |   |   |   |   | 1 |
|   | a | b | c | d | e | f | g | h |   |

In der folgenden Partie besiegte Gorjatschkina mit den weißen Steinen beim Kandidatenturnier der Frauen in Kasan 2019 die letztjährige Herausforderin Jekaterina Lagno in einem interessanten Turm-Leichtfiguren-Endspiel.
Gorjatschkina–Lagno 1:0
Kasan, 2. Juni 2019
Grünfeld-Indische Verteidigung, D85
1. d4 Sf6 2. c4 g6 3. Sc3 d5 4. cxd5 Sxd5 5. e4 Sxc3 6. bxc3 Lg7 7. Sf3 c5 8. Lb5+ Sc6 9. 0–0 0–0 10. La3 cxd4 11. Lxc6 bxc6 12. cxd4 Lg4 13. Lc5 Te8 14. Tb1 Dd7 15. Tb4 e5 16. dxe5 De6 17. Db3 Lxf3 18. Dxe6 Txe6 19. gxf3 Txe5 20. Tc4 Tg5+ 21. Kh1 Lf8 22. Tfc1 Txc5 23. Txc5 Lxc5 24. Txc5 Tc8 25. Kg2 Kf8 26. f4 Ke7 27. Kf3 Kd6 28. Ta5 Tc7 29. Ke3 Tb7 30. h4 Kc7 31. Ta6 Kd6 32. Kd4 Tb4+ 33. Kd3 Tb7 34. Kc4 Tb2 35. f3 Tf2 36. Txa7 Txf3 37. Txf7 Ke6 38. Txh7 Txf4 39. Kd4 c5+ 40. Ke3 Tg4 41. a4 Ke5 42. Kd3 Tg1 43. a5 Ta1 44. Ta7 Ta4 45. a6 c4+ 46. Kc3 Kxe4 47. Ta8 Kf5 48. a7 Kg4 49. h5 gxh5 50. Tg8+ Kf3 51. a8=D+ Txa8 52. Txa8 h4 53. Th8 Kg3 54. Kd2 h3? (der kritische Zug war 54. … c3+! und hält remis) 55. Ke3 h2 56. Tg8+ Kh3 57. Kf2 h1=S+ 58. Kf3 Kh2 59. Th8+ Kg1 60. Tc8 Sf2 61. Txc4 Sd3 62. Ke3 Se5 63. Te4 Sc6 64. Te6 Sb4 65. Ke2 Sd5 66. Tg6+ Kh2 67. Kf3 Sc3 68. Th6+ Kg1 69. Tc6 Sb5 70. Tc4 Sd6 71. Tc5 Kh2 72. Kf4 Kg2 73. Tc2+ Kh3 74. Tc6 Sb5 75. Ke5 Kg2 76. Tc2+ Kf1 77. Tc5 Sa3 78. Tc3 Sb5 79. Tb3 Sc7 80. Tb7 1:0
| Die zur Anzeige dieser Grafik verwendete Erweiterung wurde dauerhaft deaktiviert. Wir arbeiten aktuell daran, diese und weitere betroffene Grafiken auf ein neues Format umzustellen. (Mehr dazu) |